# Schronisko PTTK „Dworzec Beskidzki” w Zwardoniu
Schronisko PTTK „Dworzec Beskidzki” w Zwardoniu – nieczynne górskie schronisko turystyczne Polskiego Towarzystwa Turystyczno-Krajoznawczego w Beskidzie Żywieckim, położone w Zwardoniu, na terenie Żywieckiego Parku Krajobrazowego, na wysokości 710 m n.p.m.

## Historia
Pomysł budowy schroniska zrodził się w 1930 wśród działaczy Polskiego Towarzystwa Tatrzańskiego. W 1931 oddział z Bielska zakupił parcelę i jesienią przystąpił do budowy. Obiekt był gotowy do otwarcia pod koniec 1932, ale oficjalne rozpoczęcie działalności nastąpiło 6 stycznia 1933 (odbył się wówczas m.in. pokaz skoków narciarskich). Już w latach 30. XX wieku nadano schronisku nazwę Dworzec Beskidzki. 22 lutego 1934 roku Babiogórski Oddział PTT w Żywcu przekazał schronisko Oddziałowi PTT w Bielsku, które dysponowało nim do rozpoczęcia II wojny światowej.
W 1937 wybudowano drogę dojazdową do obiektu oraz doprowadzono linię telefoniczną.
W czasie II wojny światowej budynek początkowo przekazano narodowo-socjalistycznej organizacji pracy N.S. Gemeinschaft „Kraft durch Freude”, a w 1940 nowo utworzonemu oddziałowi Beskidenverein z Żywca. Budynek przekształcono w koszary. Pod koniec wojny zrabowano większość wyposażenia, drzwi, okna oraz instalacje.
Schronisko po wojnie nie było użytkowane do 1946 roku. Do powojennej odbudowy przystąpiono w 1946, która zakończyła się dwa lata później. Kolejny większy remont przeprowadzono w latach 1970–1972. Od tego czasu, z racji swego położenia na skraju miejscowości i bliskości stacji kolejowej, obiekt, w okresie PRL noszący imię Hanki Sawickiej, cieszył się dużą popularnością zarówno w lecie jak i zimą. W latach 90. XX wieku schronisko prowadził Ryszard Ligocki z rodziną.
W 2010 obiekt został wyłączony z obsługi ruchu turystycznego i pozostaje nieczynny.

## Warunki pobytu
Schronisko oferowało 68 miejsc noclegowe w pokojach od 1 do 8 osobowych. Goście schroniska mieli dostęp do restauracji (75 miejsc), bufetu, bilarda, parkingu, placu z grillem oraz przechowalni nart i rowerów.
W pobliżu schroniska znajdują się 4 wyciągi narciarskie: obok schroniska Beskid, Rachowiec, Skalanka oraz Mały Rachowiec oddalone od schroniska odpowiednio o 15, 800, 400, 1000 m. W odległości 200 m od schroniska znajdowało się całoroczne turystyczne przejście graniczne na Słowację.

## Szlaki turystyczne
- z centrum Zwardonia (15 min)
- z Wielkiej Raczy (4 h)